# Italie aux Jeux olympiques d'été de 1976
L'Italie participe aux Jeux olympiques d'été de 1976 à Montréal au Canada. 210 athlètes italiens, 183 hommes et 27 femmes, ont participé à 122 compétitions dans 20 sports. Ils y ont obtenu 13 médailles : 2 d'or, 7 d'argent et 4 de bronze.

## Médailles
| Médaille | Discipline  | Épreuve                     | Athlète | Performance | Date |
| -------- | ----------- | --------------------------- | --- | ----------- | ---- |
| Or       | Plongeon    | Plateforme 10 mètres hommes | Klaus Dibiasi |             |      |
| Or       | Escrime     | Fleuret hommes              | Fabio Dal Zotto |             |      |
| Argent   | Plongeon    | Tremplin 3 mètres hommes    | Giorgio Cagnotto |             |      |
| Argent   | Escrime     | Fleuret femmes              | Maria Consolata Collino |             |      |
| Argent   | Escrime     | Fleuret hommes par équipe   | Fabio Dal Zotto, Carlo Montano, Stefano Simoncelli, Giovanni Battista Coletti, Attilio Calatroni |             |      |
| Argent   | Escrime     | Sabre hommes par équipe     | Mario Aldo Montano, Michele Maffei, Angelo Arcidiacono, Tommaso Montano, Mario Tullio Montano |             |      |
| Argent   | Athlétisme  | Saut en hauteur femmes      | Sara Simeoni |             |      |
| Argent   | Cyclisme    | Course en ligne hommes      | Giuseppe Martinelli |             |      |
| Argent   | Water-polo  | Hommes                      | Umberto Panerai Roldano Simeoni Riccardo De Magistris Alessandro Ghibellini Sante Marsili Vincenzo D'Angelo Marcello Del Duca Gianni De Magistris Alberto Alberani Silvio Baracchini Luigi Castagnola |             |      |
| Bronze   | Judo        | Moins de 63 kg hommes       | Felice Mariani |             |      |
| Bronze   | Tir         | Pistolet feu rapide à 25 m  | Roberto Ferraris |             |      |
| Bronze   | Tir         | Fosse olympique             | Ubaldesco Baldi |             |      |
| Bronze   | Tir à l'arc | Hommes                      | Giancarlo Ferrari |             |      |